# Podlesník
Podlesník je rybník o rozloze vodní plochy asi 1,72 ha zhruba obdélníkovitého tvaru o rozměrech asi 250 × 50 m nalézající se v polích cca 300 m jihovýchodně od obce Dolní Bousov v okrese Jičín. Podlesník je pozůstatkem někdejší rozsáhlé rybniční soustavy v okolí městečka Dolní Bousov. Rybník je zakreslen na mapovém listě č. 59 z prvního vojenského mapování z let 1764–1768.
Rybník je současnosti využíván pro chov ryb.

## Galerie

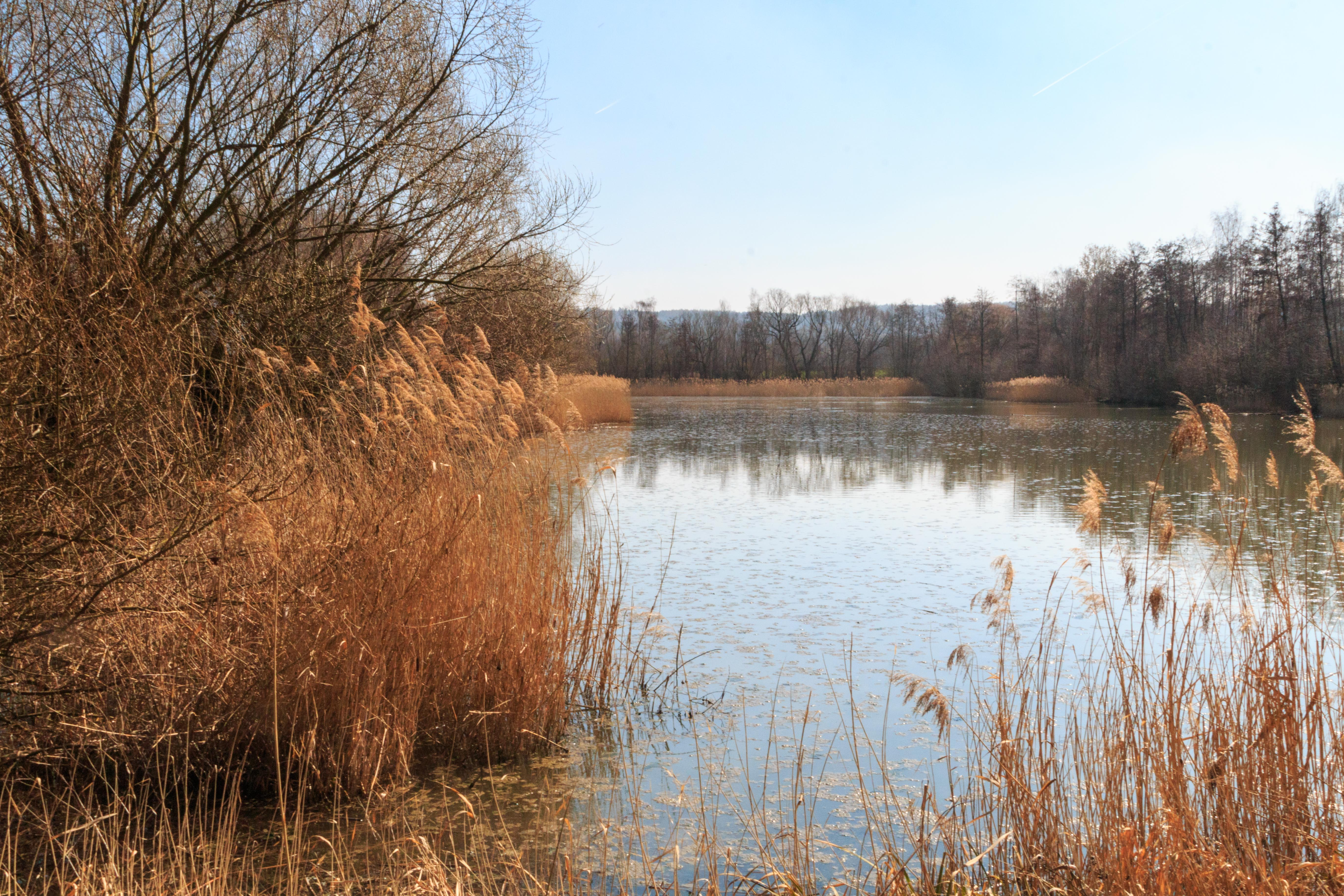
Pohled na rybník Podlesník u Dolního Bousova
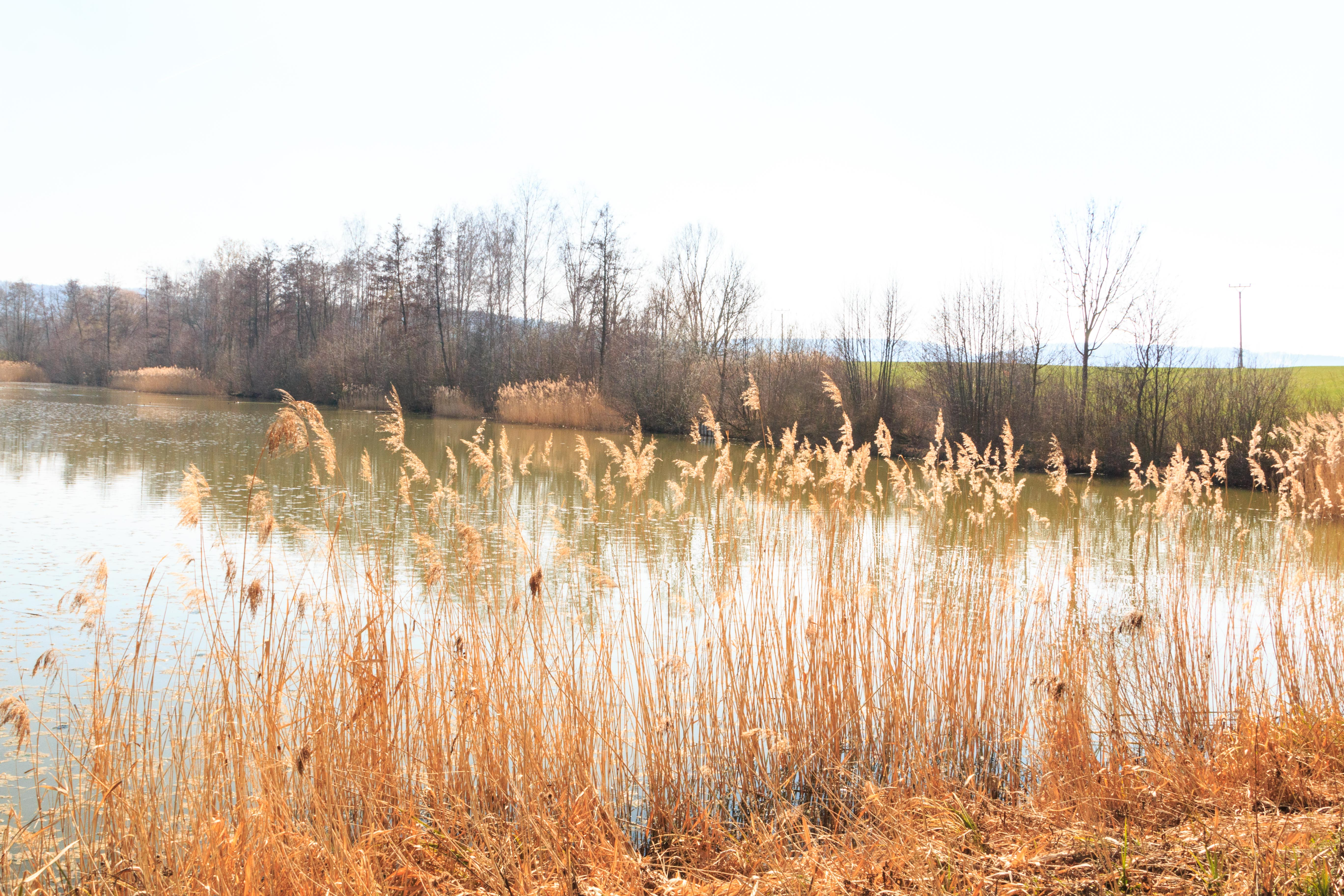
Pohled na rybník Podlesník u Dolního Bousova
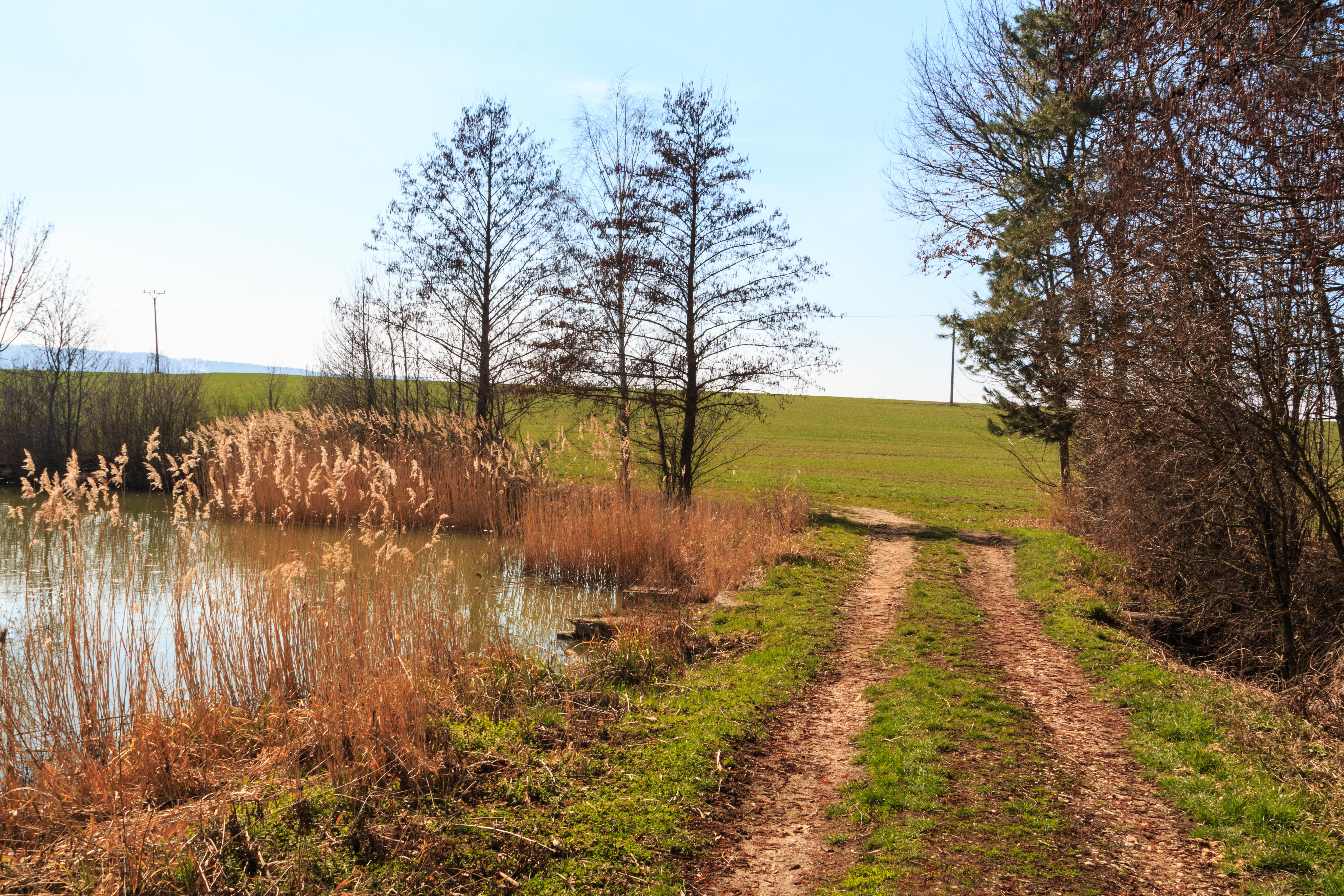
Pohled na rybník Podlesník u Dolního Bousova
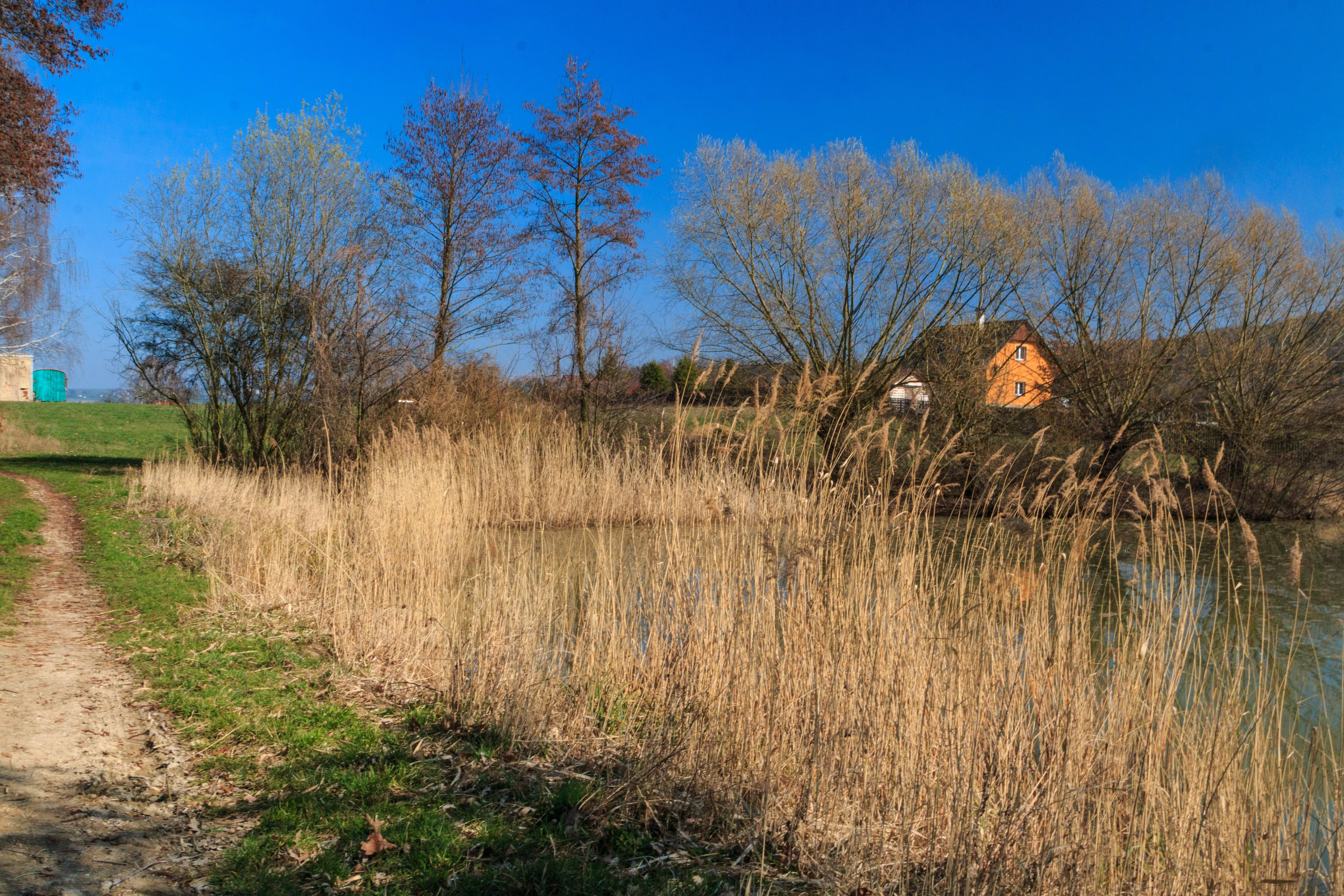
Pohled na rybník Podlesník u Dolního Bousova